# Pawłowsk (stacja kolejowa)
Pawłowsk (ros. Павловск) – węzłowa stacja kolejowa w miejscowości Pawłowsk, w Petersburgu, w Rosji. Węzeł linii Petersburg - Newel - Witebsk z linią do Nowogrodu Wielkiego.

## Historia
Stacja w Pawłowsku powstała w 1836, jako stacja krańcowa Kolei Carskosielskiej. Budynek stacyjny nazwano Woksal (ros. Воксал) od londyńskiego miejsca rozrywki w dzielnicy Vauxhall, ponieważ służył do organizowania koncertów i balów. Od tej stacji nazwa Воксал przyjęła się w języku rosyjskim jako nazwa pospolita budynków dworcowych. Stacja ta oraz tory do niej prowadzące nie przetrwały do czasów współczesnych.
W 1904, wraz z budową linii łączącej Petersburg z koleją moskiewsko-windawską wybudowano w sąsiedztwie przelotową, współczesną stację Pawłowsk II, położoną pomiędzy stacjami Carskie Sioło i Antropszyno. Po rozebraniu starej stacji Pawłowsk w 1950, stacja Pawłowsk 2 została przemianowana na Pawłowsk.

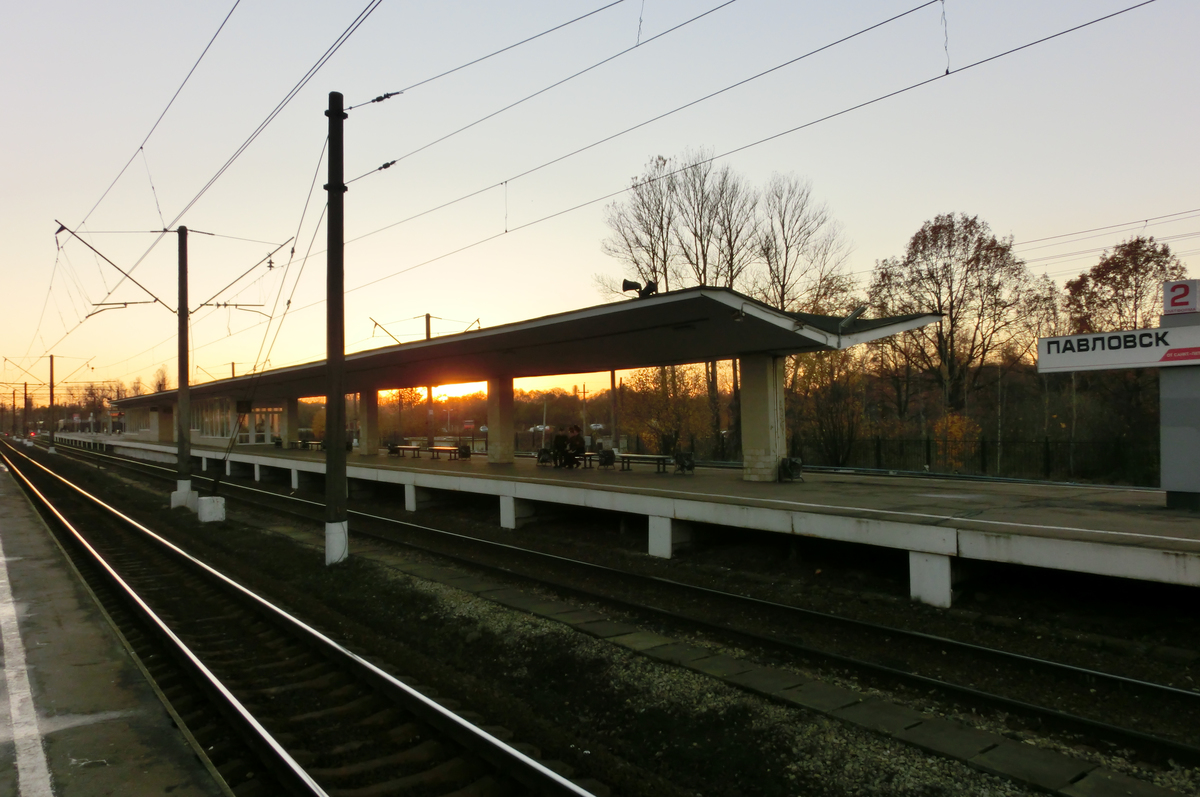
Perony
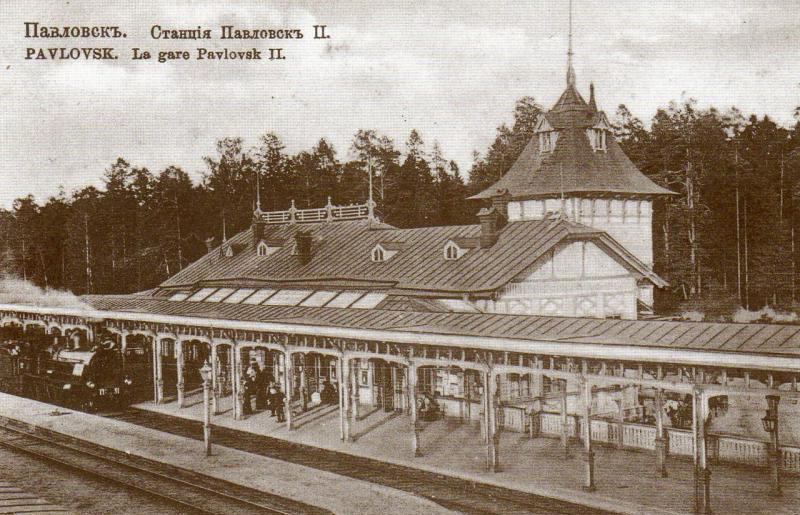
Pawłowsk II w czasach carskich
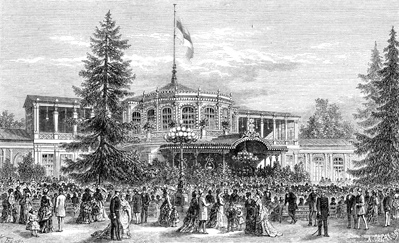
Stara stacja Pawłowsk w XIX w.